# (9773) 1993 MG1
A (9773) 1993 MG1 egy marsközeli kisbolygó. Eleanor F. Helin fedezte fel 1993. június 23-án.